# Valent Medved
Valent Medved (ur. 1927 w Plešu, zm. 1984) – jugosłowiański żużlowiec.

## Życiorys
Drugi zagraniczny żużlowiec w polskiej lidze żużlowej, który wystąpił w meczu DMP i podpisał kontrakt w polskiej lidze. Zawodnik ten występował w sezonie 1963 w zespole Wybrzeża Gdańsk. Pierwszym spotkaniem, w którym wziął udział był mecz Wybrzeża z Unią Leszno w dniu 30 czerwca 1963 roku. Medved zdobył w tym meczu 2 punkty plus 2 bonusy. W tym samym roku zawodnik ten wystąpił w Memoriale Zbigniewa Raniszewskiego i ukończył te zawody na 10 miejscu. Na arenie międzynarodowej zawodnik ten był podstawowym filarem zespołu jugosłowiańskiego w rozgrywkach o Drużynowe Mistrzostwo Świata. W 1964 r. dotarł do Finału Kontynentalnego tych rozgrywek.
Największym sukcesem indywidualnym był dwukrotny awans do półfinału kontynentalnego Indywidualnych Mistrzostw Świata w latach 1961–1962.
Po zakończeniu kariery żużlowej zamieszkał niedaleko Zagrzebia, gdzie prowadził własną firmę transportową.

## Osiągnięcia

### Indywidualne mistrzostwa świata na żużlu
| Sezon | Miasto   | Ranga                     | Miejsce | Punkty |
| ----- | -------- | ------------------------- | ------- | ------ |
| 1961  | Linz     | Półfinał Kontynentalny    | 9       | 7      |
| 1962  | Warszawa | Półfinał Kontynentalny    | 14      | 3      |
| 1963  | Kranj    | Ćwierćfinał Kontynentalny | 9       | 7 + 2  |

### Drużynowe mistrzostwa świata na żużlu
źródło
| Sezon | Miasto      | Ranga                  | Miejsce | Punkty              |
| ----- | ----------- | ---------------------- | ------- | ------------------- |
| 1962  | Slaný       | Półfinał Kontynentalny | 2       | 7 (Cała drużyna 25) |
| 1964  | Lwów        | Finał Kontynentalny    | 4       | 1 (Cała drużyna 2)  |
| 1966  | Senftenberg | Półfinał Kontynentalny | 3       | 5 (Cała drużyna 26) |
| 1967  | Zagrzeb     | Półfinał Kontynentalny | 3       | 6 (Cała drużyna 16) |
| 1968  | Slaný       | Półfinał Kontynentalny | 4       | 2 (Cała drużyna 13) |

### Drużynowe mistrzostwa Polski – sezon zasadniczy
| Sezon | Klub            | Miejsce | Liga   | Średnia/bg | Średnia/mc | Pkt     | Bonusy | Razem   | Komplety | Biegi | Mecze |
| ----- | --------------- | ------- | ------ | ---------- | ---------- | ------- | ------ | ------- | -------- | ----- | ----- |
| 1963  | Wybrzeże Gdańsk | 5       | 1 Liga | 0,852 (46) | 2,250 (47) | 18 (53) | 5      | 23 (52) | 0        | 27    | 8     |

W nawiasie miejsce w danej kategorii (śr/m oraz śr/b - przy założeniu, że zawodnik odjechał minimum 50% spotkań w danym sezonie)